# Río Hollyford
El río Hollyford/Whakatipu Kā Tuka se encuentra en el suroeste de la Isla Sur de Nueva Zelanda. Recorre 72 km a través de Fiordland, desde el túnel de Homer hasta el valle de Gertrude, en el sur de las montañas Darran.
Al principio, el río fluye hacia el sureste y el este, acercándose hasta 1 km a la divisoria este-oeste de la Isla Sur, antes de continuar hacia el norte por el valle de Hollyford, formado por glaciares. Cerca del final, el río pasa por el lago McKerrow antes de llegar a Martins Bay en la costa del mar de Tasmania 25 km al norte de Milford Sound.
La ruta Hollyford Track sigue el curso del río. Parte del curso del río se considera tradicionalmente como el límite entre las regiones de Southland y Otago, sin embargo, los mapas actuales muestran que la totalidad del valle de Hollyford está contenido dentro de la región de Southland. 
En enero de 1863, Patrick Quirk Caples exploró el río y lo bautizó con el nombre de su ciudad natal, Hollyford, en el condado irlandés de Tipperary. Tras la aprobación de la Ley de Resolución de Reclamaciones Ngāi Tahu de 1998, el nombre del río se cambió oficialmente por el de río Hollyford / Whakatipu Kā Tuka.
En septiembre de 1863, James Hector utilizó los nombres de río Kaduku y lago Kakapo para referirse al río Hollyford y al lago M'Kerrow.  Estos nombres se utilizaron ocasionalmente en relatos posteriores. 
Se recorren regularmente tres tramos del río en kayak: 
- Monkey Creek - Falls Creek: Grado: V+
- Falls Creek - Puente colgante Marian: Grado: III - IV
- Carrera Marian Creek: Grado: IV - V